# Ивашковка (Полтавская область)
Ивашковка (укр. Івашківка) — село,
Андреевский сельский совет,
Диканьский район,
Полтавская область,
Украина.
Население по данным 1987 года составляло 10 человек.
Село ликвидировано в 1995 году .

## Географическое положение
Село Ивашковка находится на правом берегу реки Средняя Говтва,
ниже по течению на расстоянии в 0,5 км расположено село Андреевка,
на противоположном берегу — село Борисовка.

## История
- 1995 — село ликвидировано [1].